# Maximilian Beyer
Pour les articles homonymes, voir Beyer.
Maximilian Beyer (né le 28 décembre 1993 à Nordhausen) est un coureur cycliste allemand. Durant sa carrière, il participe à des épreuves sur piste et sur route.

## Palmarès sur piste

### Championnats du monde
- Minsk 2013
  - 6e de la poursuite par équipes
  - 14e de la poursuite individuelle
- Cali 2014
  - 6e du scratch
  - 7e de la poursuite par équipes
- Saint-Quentin-en-Yvelines 2015
  -  Médaillé de bronze de la course aux points
- Hong Kong 2017
  - 9e de l'omnium[1]
- Apeldoorn 2018
  - 4e de la poursuite par équipes[2]
  - 10e du scratch[3]
  - 15e de l'omnium[4]

### Championnats du monde juniors
- Montichiari 2010
  -  Médaillé de bronze de la poursuite par équipes juniors

### Coupe du monde
- 2012-2013
  - 2e de la poursuite par équipes à Glasgow
- 2013-2014
  - 3e de la poursuite par équipes à Guadalajara
- 2014-2015
  - 1er de l'omnium à Cali
- 2015-2016 
  - 3e de la poursuite par équipes à Cambridge
- 2019-2020
  - 3e du scratch à Glasgow

### Championnats d'Europe
| Édition / Épreuve | Poursuite par équipes | Course aux points | Américaine |
| Panevėžys 2012    | Argent                |                   |            |
| Berlin 2017       |                       | Bronze            |            |
| Apeldoorn 2019    |                       |                   | Bronze     |

### Championnats d'Allemagne
| - 2011 - Champion d'Allemagne de la course aux points juniors - 2e de la poursuite juniors - 2012 - Champion d'Allemagne du scratch - 2e de l'omnium - 3e de la poursuite par équipes - 2013 - Champion d'Allemagne du scratch - Champion d'Allemagne de l'omnium - 2e de la poursuite individuelle - 2e de la course aux points - 2014 - 2e de l'américaine - 3e de la poursuite par équipes - 2016 - Champion d'Allemagne de poursuite par équipes - Champion d'Allemagne de l'omnium | - 2017 - 2e de l'américaine - 2e de l'omnium - 3e de la course aux points - 3e du scratch - 2018 - 3e de la poursuite par équipes - 2019 - Champion d'Allemagne du scratch - Champion d'Allemagne de l'américaine (avec Theo Reinhardt) - Champion d'Allemagne de l'omnium |

## Palmarès sur route

### Par années
- 2014
  - 3e étape du Tour de Berlin
- 2016
  - 2e et 3e étapes du Bałtyk-Karkonosze Tour
- 2017
  - 3e étape du Bałtyk-Karkonosze Tour
  - 2e étape du Tour de l'Oder

### Classements mondiaux
| Année           | 2014 | 2015   | 2016   | 2017   |
| --------------- | ---- | ------ | ------ | ------ |
| UCI Europe Tour | 844e | 1 173e | 1 033e | 1 440e |